# Рибний таріль

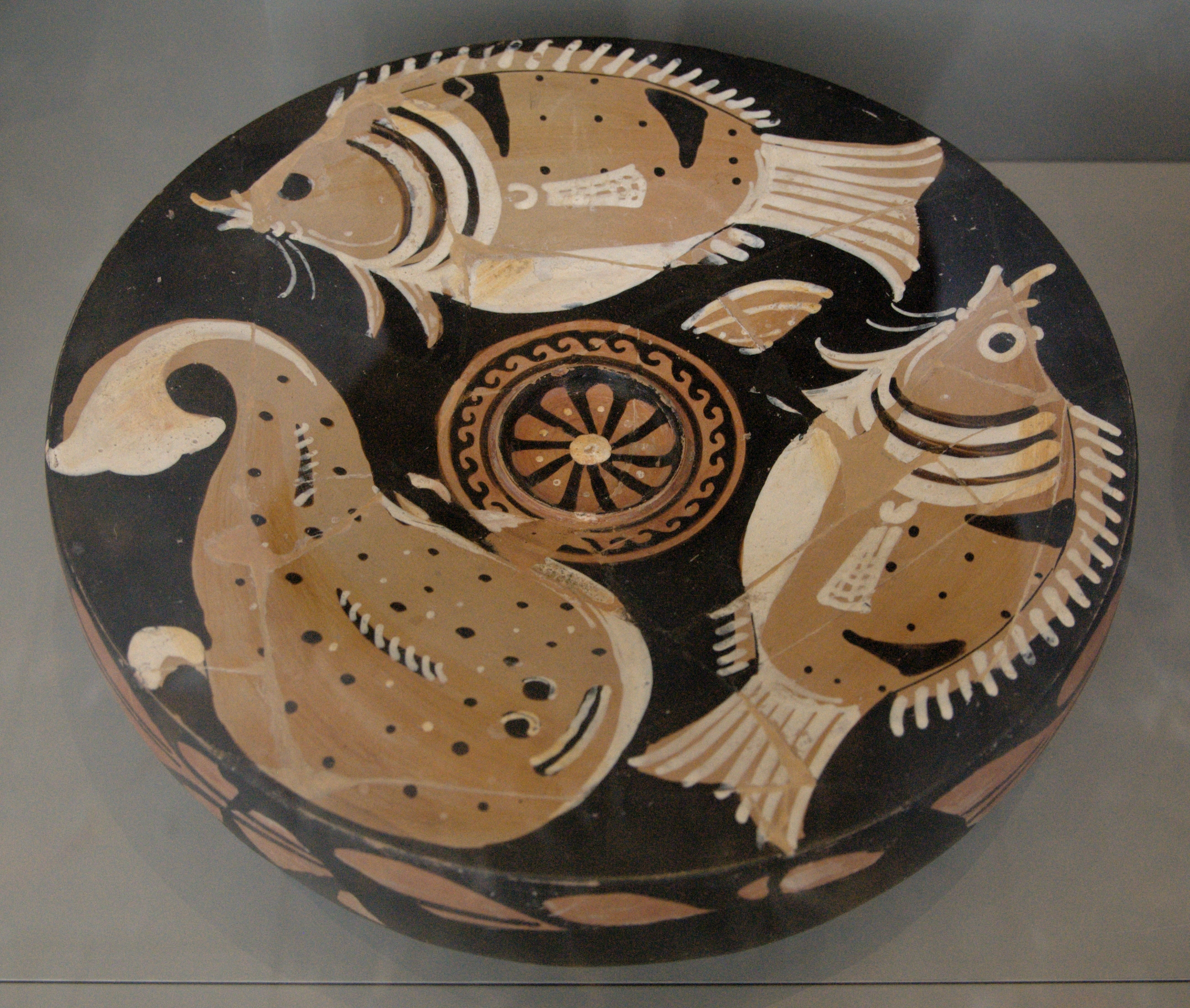
Апулійська рибна таріль із зображенням трьох окунів, Вазописець Дарія, Британський музей

Рибний таріль — давньогрецька посудина, тарілка спеціальної форми, розписувалось у стилі червонофігурного вазопису переважно рибами та різноманітними морськими тваринами — молюсками, креветками, раковинами. Досить рідко в розпису використовувалися міфологічні істоти. На сьогодні науці відомо близько 1 000 рибних тарелів. Дослідники вважають, що вони з'явилися в V столітті до н. е.
На тарілках зображувалися різні породи риби і морських тварин: лящ, окунь, скат, тунець, летюча риба, риба-куля, скорпена, кальмар, каракатиця, восьминіг, гребінець, двухстулковий молюск, денталій, мурекс, ліпарис, креветки, краби, дельфіни, гіппокампуси та інші.
Пласка форма тарілки називалася пінакою або пінакіон, що означає дошка. У центрі тарілки робилось невелике заглиблення для олії або соусу. Краї тарілки були загнуті вниз і розписані орнаментом: спіральними хвилями, меандрами або вінками з лаврового листя. Рибна тарілка як правило височіла над столом на підставці. Тарілки такої форми були відомі з часів мінойської культури, але тільки в кінці 6 століття до н. е. вони почали оформлюватись розписом.
Рибні тарілки з'явилися спочатку в Афінах наприкінці V століття до н. е. Риба на них зображувалася завжди животом до краю. В Афінах палітра фарб рибних блюд обмежувалася кольорами червоної глини та чорного лаку, зрідка з промальовуванням білим кольором. Пізніше греки-італіоти в нижній Італії зайнялися масовим виготовленням поліхромних рибних тарелів у Таранто, Пестумі, Капуа і Кумах. На рибних тарілках з нижньої Італії риба завжди зображувалася животом до поглиблення для соусу в центрі тарілки.